# 1984 en sociologie
| Années de la sociologie : 1981 - 1982 - 1983 - 1984 - 1985 - 1986 - 1987    |
| Décennies de la sociologie : 1950 - 1960 - 1970 - 1980 - 1990 - 2000 - 2010 |

Cet article présente les événements de l'année 1984 dans le domaine de la sociologie.

## Publications

### Livres
- Pierre Bourdieu, Homo academicus.
- Raymond Aron, Les Dernières Années du siècle.